# Psila problematica
Psila problematica är en tvåvingeart som beskrevs av Willi Hennig 1941. Psila problematica ingår i släktet Psila och familjen rotflugor. Inga underarter finns listade i Catalogue of Life.